# Краснов, Анатолий Васильевич
Анато́лий Васи́льевич Красно́в (2 сентября 1928, Куркумбал, Моркинский район, Марийская автономная область, РСФСР, СССР ― 18 июля 1993, Йошкар-Ола, Марий Эл, Россия) ― марийский советский и российский деятель культуры, учёный-философ, преподаватель высшей школы, писатель, общественный деятель. Первый автор философских трудов на марийском языке. Министр культуры Марийской АССР (1966―1974). Первый заведующий кафедрой философии и политологии Марийского государственного университета (1975―1993), кандидат философских наук (1966). Заслуженный работник культуры РСФСР (1988). Член КПСС.

## Биография
Родился 2 сентября 1928 года в дер. Куркумбал ныне Моркинского района Марий Эл в семье участника Гражданской войны, организатора кооперативного движения В. Ф. Краснова.
В 1950 году с отличием окончил Марийское культпросветучилище. В 1954 году окончил Московский библиотечный институт.
В 1966―1974 годах ― министр культуры Марийской АССР.
В 1966 году окончил аспирантуру Академии общественных наук при ЦК КПСС. Кандидат философских наук (1966).
В 1975―1993 годах заведовал кафедрой философии и политологии Марийского государственного университета. Является автором более 100 научных работ и первым автором философских трудов на марийском языке. Сфера научных интересов  ― философские проблемы культуры, религиоведения, атеизма.
В 1967―1975 годах избирался депутатом Верховного Совета Марийской АССР VII―VIII созыва.
Занимался и литературным творчеством, по его пьесам в Марийском театре драмы имени М. Шкетана ставились спектакли. 
В 1988 году ему присвоено почётное звание «Заслуженный работник культуры РСФСР». Награждён орденом «Знак Почёта», медалями и почётными грамотами Президиума Верховного Совета Марийской АССР (дважды).
Скончался 18 августа 1993 года в Йошкар-Оле.

## Признание заслуг
- Заслуженный работник культуры РСФСР (1988)[1][2]
- Орден «Знак Почёта» (1971)[1][2]
- Юбилейная медаль «За доблестный труд. В ознаменование 100-летия со дня рождения Владимира Ильича Ленина»
- Почётная грамота Президиума Верховного Совета Марийской АССР (1967, 1978)[1][2]

## Память
5 апреля 2013 года в Марийском государственном университете состоялась Межрегиональная научно-практическая конференция «Красновские чтения», посвящённая 85-летию со дня рождения А. В. Краснова ― учёного, педагога, писателя, общественного деятеля. 